# 松井伸也
松井 伸也（まつい しんや、1985年1月15日 - ）は、地方競馬のホッカイドウ競馬・安田武広厩舎所属の騎手である。地方競馬教養センター騎手課程第75期生。

## 来歴
福山市立城南中学校出身。
2002年3月31日付けで地方競馬騎手免許を取得。同年4月13日第1回福山競馬1日目第6競走アラブ系C2一般戦をアサヒサンダーで優勝（9頭立て5番人気）し、初騎乗初勝利。
2003年10月26日第11回福山競馬4日目第11競走弁天島特別（アラブ系B1一般）をカチカチヤマで優勝（10頭立て9番人気）し、特別競走初勝利。
2005年3月21日第19回全日本新人王争覇戦出場（11人中8位）。
2006年11月26日第13回福山競馬3日目第5競走アラブ系3歳4組条件戦をユニコーンヤマトで優勝（8頭立て6番人気）し、地方競馬通算100勝達成。
福山競馬の廃止に伴い、2013年4月1日付けでホッカイドウ競馬へ移籍した。
移籍翌年の2014年7月1日、栄冠賞をティーズアライズに騎乗して、重賞初制覇。
2022年11月24日付けで齊藤正弘厩舎から安田武広厩舎へ所属変更。
地方通算成績は9791戦725勝・2着950回・3着1087回・勝率7.4%・連対率17.1%（2020年12月末現在）

## 主な騎乗馬
- ティーズアライズ（2014年栄冠賞）
- ステファニーラン（2014年リリーカップ）
- ミラクルフラワー（2014年プリンセスカップ）
- ケイアイユニコーン（2016年グランシャリオ門別スプリント、OROターフスプリント）
- スーパージンガ（2019年花吹雪賞）
- コーラルツッキー（2021年ノースクイーンカップ）
- アサクサロック（2022年フルールカップ）
- ヨシノヒローイン（2023年フルールカップ）
- ヴィヴィアンエイト（2023年ブロッサムカップ）
- ミラクルヴォイス（2024年ネクストスター門別、2025年星雲賞）